# Мегдан: Између воде и ватре
Мегдан: Између воде и ватре је српско-бугарско-молдавски филм из 2024. године.
Светска премијера филма је одржана на филмском фестивалу у Напуљу. Регионална премијера филма је одржана на 30. Сарајево филм фестивалу. Београдска премијера филма је одржана 24. септембра 2024 године.

## Радња
Ovo je спортска драма која прати чувара дискотеке који је при крају своје борилачке каријере, али има и морални дуг из прошлости који долази на наплату. Драма о групи момака који морају да бирају између воде и ватре, али желе да задрже обоје...

## Улоге
| Глумац               | Улога         |
| -------------------- | ------------- |
| Виктор Савић         | Петар „Мали”  |
| Енис Бешлагић        | Жека Зарић    |
| Војин Ћетковић       | Баста         |
| Нина Сеничар         | Јована        |
| Александар Радојичић | Никша         |
| Александар Гавранић  | Душан         |
| Јована Балашевић     | Сабина        |
| Петар Божовић        | Лујо          |
| Генадиј Бојаркин     | Чебзан        |
| Ива Крајнц           | Инге ван Горп |
| Јон Бекет            | Анатоли       |
| Маја Беровић         | Евгенија      |
| Мариника Бејенару    | Влади         |
| Далибор Костић       | Урсу          |
| Себастијан Лупу      | Урсуов тренер |
| Алија Аљевић         | Илиџа         |
| Никола Дробњак       | Дробњак       |
| Васо Бакочевић       |               |
| Радован Вуковић      | Балша         |
| Реми Боњаску         |               |
| Алекса Балашевић     |               |
| Марко Петрак         |               |
| Радоје Чупић         | Радослав      |
| Благој Веселинов     | Бериша        |
| Златко Степановић    |               |
| Жељко Чачија         |               |
| Душан Џакић          | ММА експерт   |
| Ђорђе Марковић       | Коста         |
| Миљан Давидовић      |               |
| Данијел Толедо       |               |
| Игор Нистор          |               |